# Erythroxylum oxycarpum
Erythroxylum oxycarpum är en tvåhjärtbladig växtart som beskrevs av Otto Eugen Schulz. Erythroxylum oxycarpum ingår i släktet Erythroxylum och familjen Erythroxylaceae. Inga underarter finns listade i Catalogue of Life.